# Фонтен ле Вервен
Фонтен ле Вервен (фр. Fontaine-lès-Vervins) насеље је и општина у североисточној Француској у региону Пикардија, у департману Ен (Пикардија) која припада префектури Вервен.
По подацима из 2011. године у општини је живело 984 становника, а густина насељености је износила 49,85 становника/km². Општина се простире на површини од 19,74 km². Налази се на средњој надморској висини од 184 метара (максималној 215 m, а минималној 123 m).

## Демографија
| 1962. | 1968. | 1975. | 1982. | 1990. | 1999. | 2011. |
| ----- | ----- | ----- | ----- | ----- | ----- | ----- |
| 720   | 763   | 753   | 822   | 838   | 811   | 984   |

График промене броја становника у току последњих година